# Giovanni De Castro
Giovanni De Castro (Padova, 14 agosto 1837 – Bellagio, 28 luglio 1897) è stato un giornalista, scrittore, drammaturgo, storico e docente italiano.

## Biografia
Padovano di nascita ma milanese d'adozione, Giovanni De Castro era figlio del patriota, pedagogista e scrittore istriano Vincenzo De Castro e di Carlotta Solimbergo. Iniziò molto giovane collaborando con diversi giornali e in traduzioni in inglese e soprattutto dal francese. Parallelamente all'attività di giornalista e d'insegnante si dedicò a quella di scrittore pubblicando diversi drammi storici, novelle e commedie. 
Tra il 1861 e il 1866 fu redattore de Il Politecnico, dove molti dei suoi articoli uscirono anche non firmati, o in alternativa con la sigla Y o con lo pseudonimo Cemda Mattross.
Fu compilatore e redattore unico di un giornale da lui fondato, La Patria.
Fino al 1895 si dedicò all'insegnamento di storia letteraria all'Accademia di belle arti di Brera.
Il De Castro fu anche autore di svariati libri scolastici per diversi ordini e gradi d'insegnamento; le opere per le quali è maggiormente ricordato sono volumi di carattere storico, tra cui si ricordano: I processi di Mantova e il 6 febbraio 1853, Milano nel Settecento, In memoria,  Milano e le cospirazioni lombarde dal 1814 al 1820, Il Mondo Secreto e La caduta del Regno Italico.
Morì a Bellagio, nella frazione di San Giovanni, il 28 luglio 1897. È sepolto nel cimitero Monumentale di Milano.

## Opere
- Foglie d'autunno, Torino-Milano, Guigoni e Pagnoni, 1857.
- Le tre sorelle; Il pittore e lo studente; Arte e mestiere, Milano, Pagnoni, 1857.
- Tratti di penna, Milano, Tip. Arzione e C., 1858.
- Le vergini siciliane, dramma in cinque atti, Milano, Borroni e Scotti, 1858.
- La virtù del ricco, dramma in cinque atti, Milano, N. Battezzati, 1858.
- I cieli. Abbozzo delle meraviglie cosmologiche, Torino-Valenza, Biagio Moretti, 1859.
- Trieste e l'Istria e loro ragioni nella quistione italiana, Milano, Brigola, 1861.
- Il libro del soldato italiano. Letture per le scuole reggimentali, Milano, Francesco Pagnoni, 1862.
- Il Mondo Secreto, IX vol. Milano, Daelli 1864.